# 40. Primetime Emmy-gála
A 40. Primetime Emmy-gála során az 1987 és 1988 között főműsoridőben bemutatott, amerikai televíziós programokat értékelték. A jelölteket az Academy of Television Arts & Sciences választotta ki. A Los Angeles-i Pasadena Civic Auditoriumben tartott ceremóniát a Fox tűzte műsorra 1988. augusztus 28-án, a megszokott szeptemberi időpont helyett, hogy ne kerüljön a ceremónia átfedésbe az 1988-as szöuli nyári olimpiai játékokkal. A műsor házigazdája John Forsythe volt. A gála során vita alakult ki a PBS Rumpole of the Bailey című műsora körül, amit több évados futása ellenére a minisorozat kategóriába raktak. Az akadémia később orvosolta a hibát és átrakta a legjobb drámasorozat kategóriájába, helyét a minisorozatos jelöltek közt pedig az 1988-as A Bourne-rejtély vette át.

## Győztesek és jelöltek
A nyertesek félkövérrel jelölve.

### Műsorok
| Legjobb vígjátéksorozat | Legjobb drámasorozat |
| --- | --- |
| - The Wonder Years (ABC) - Cheers (NBC) - Frank's Place (CBS) - Öreglányok (NBC) - Night Court (NBC) | - Thirtysomething (ABC) - A szépség és a szörnyeteg (CBS) - L.A. Law (NBC) - Rumpole of the Bailey (PBS) - Egy kórház magánélete (NBC) |
| Legjobb tévéfilm | Legjobb minisorozat |
| - Inherit the Wind (NBC) - The Ann Jillian Story (NBC) - The Attic: The Hiding of Anne Frank (CBS) - Hamvadó tűz (CBS) - Pánik a 847-es járaton (NBC)                                                                               | - The Murder of Mary Phagan (NBC) - Baby M (ABC) - Billionaire Boys Club (NBC) - A Bourne-rejtély (ABC) - Lincoln (NBC)                |
| Legjobb varietésorozat vagy különkiadás | |
| - Irving Berlin's 100th Birthday Celebration (CBS) - Late Night with David Letterman (NBC) - Late Night with David Letterman 6th Anniversary Special (NBC) - The Smothers Brothers Comedy Hour (CBS) - The Tracey Ullman Show (Fox) | |

### Színészek

#### Főszereplők
| Legjobb férfi főszereplő (vígjátéksorozat) | Legjobb női főszereplő (vígjátéksorozat) |
| --- | --- |
| - Michael J. Fox (Alex P. Keaton) - Családi kötelékek (NBC) (Epizód: "The Last of the Red Hot Psychologists") - Dabney Coleman (Slap Maxwell) - The Slap Maxwell Story (ABC) (Epizód: "Episode #2") - Ted Danson (Sam Malone) - Cheers (NBC) - Tim Reid (Frank Paris) - Frank's Place (CBS) (Epizód: "The Bridge") - John Ritter (Harry Hooperman) - Hooperman (ABC) (Epizód: "Pilot") | - Bea Arthur (Dorothy Zbornak) - Öreglányok (NBC) (Epizód: "My Brother, My Father") - Kirstie Alley (Rebecca Howe) - Cheers (NBC) (Epizód: "Backseat Becky, Upfront") - Blair Brown (Molly Dodd) - The Days and Nights of Molly Dodd (NBC) - Rue McClanahan (Blanche Devereaux) - Öreglányok (NBC) (Epizód: "Strange Bedfellows") - Betty White (Rose Nylund) - Öreglányok (NBC) (Epizód: "Bringing Up Baby") |
| Legjobb férfi főszereplő (drámasorozat) | Legjobb női főszereplő (drámasorozat) |
| - Richard Kiley (Joe Gardner) - A Year in the Life (NBC) (Epizód: "What Do People Do All Day") - Corbin Bernsen (Arnie Becker) - L.A. Law (NBC) - Ron Perlman (Vincent) - A szépség és a szörnyeteg (CBS) - Michael Tucker (Stuart Markowitz) - L.A. Law (NBC) - Edward Woodward (Robert McCall) - The Equalizer (CBS)                                                                 | - Tyne Daly (Mary Beth Lacey) - Cagney és Lacey (CBS) (Epizód: "Friendly Fire") - Susan Dey (Grace Van Owen) - L.A. Law (NBC) - Jill Eikenberry (Ann Kelsey) - L.A. Law (NBC) - Sharon Gless (Christine Cagney) - Cagney és Lacey (CBS) - Angela Lansbury (Jessica Fletcher) - Gyilkos sorok (CBS) |
| Legjobb férfi főszereplő (minisorozat vagy különkiadás) | Legjobb női főszereplő (minisorozat vagy különkiadás) |
| - Jason Robards (Henry Drummond) - Inherit the Wind (NBC) - Hume Cronyn (Hector Nations) - Foxfire (CBS) - Danny Glover (Nelson Mandela) - Mandela (HBO) - Stacy Keach (Ernest Hemingway) - Hemingway (szindikált sugárzás) (Epizód: "Part I") - Jack Lemmon (John Slaton) - The Murder of Mary Phagan (NBC)                                                                           | - Jessica Tandy (Annie Nations) - Foxfire (CBS) - Ann Jillian (Önmaga) - The Ann Jillian Story (NBC) - Mary Tyler Moore (Mary Todd Lincoln) - Lincoln (NBC) - Mary Steenburgen (Miep Gies) - The Attic: The Hiding of Anne Frank (CBS) - JoBeth Williams (Marybeth Whitehead) - Baby M (ABC) |

#### Mellékszereplők
| Legjobb férfi mellékszereplő (vígjátéksorozat) | Legjobb női mellékszereplő (vígjátéksorozat) |
| --- | --- |
| - John Larroquette (Dan Fielding) - Night Court (NBC) (Epizód: "No Hard Feelings") - Kelsey Grammer (Dr. Frasier Crane) - Cheers (NBC) (Epizód: "The Crane Mutiny") - Woody Harrelson (Woody Boyd) - Cheers (NBC) (Epizód: "The Big Kiss-Off") - Peter Scolari (Michael Harris) - Newhart (CBS) (Epizód: "The Big Uneasy") - George Wendt (Norm Peterson) - Cheers (NBC) (Epizód: "Let Sleeping Drakes Lie") | - Estelle Getty (Sophia Petrillo) - Öreglányok (NBC) (Epizód: "Old Friends") - Julia Duffy (Stephanie Vanderkellen) - Newhart (CBS) (Epizód: "Till Depth Do Us Part: Part 1") - Jackée Harry (Sandra Clark) - 227 (NBC) (Epizód: "The Talk Show") - Katherine Helmond (Mona Robinson) - Ki a főnök? (ABC) (Epizód: "Marry Me, Mona") - Rhea Perlman (Carla Tortelli) - Cheers (NBC) (Epizód: "Slumber Party Massacred")                                          |
| Legjobb férfi mellékszereplő (drámasorozat) | Legjobb női mellékszereplő (drámasorozat) |
| - Larry Drake (Benny Stulwicz) - L.A. Law (NBC) (Epizód: "The Brothers Grimm", "Full Marital Jacket") - Ed Begley Jr. (Dr. Victor Ehrlich) - Egy kórház magánélete (NBC) - Timothy Busfield (Elliot Weston) - Thirtysomething (ABC) (Epizód: "Therapy") - Alan Rachins (Douglas Brackman, Jr.) - L.A. Law (NBC) - Jimmy Smits (Victor Sifuentes) - L.A. Law (NBC)                                            | - Patricia Wettig (Nancy Krieger Weston) - Thirtysomething (ABC) (Epizód: "Therapy") - Bonnie Bartlett (Ellen Craig) - Egy kórház magánélete (NBC) (Epizód: "Their Town") - Polly Draper (Ellyn Warren) - Thirtysomething (ABC) (Epizód: "Nice Work If You Can Get It") - Christina Pickles (Helen Rosenthal) - Egy kórház magánélete (NBC) (Epizód: "Down and Out of Beacon Hill") - Susan Ruttan (Roxanne Melman) - L.A. Law (NBC) (Epizód: "Leaping Lizards") |
| Legjobb férfi mellékszereplő (minisorozat vagy különkiadás) | Legjobb női mellékszereplő (minisorozat vagy különkiadás) |
| - John Shea (Bill Stern) - Baby M (ABC) - Dabney Coleman (Gary Skoloff) - Baby M (ABC) - Anthony Quinn (Socrates Onassis) - Onassis: The Richest Man in the World (ABC) - Ron Silver (Ron Levin) - Billionaire Boys Club (NBC) - Bruce Weitz (Rick Whitehead) - Baby M (ABC) | - Jane Seymour (Maria Callas) - Onassis: The Richest Man in the World (ABC) - Stockard Channing (Susan Reinert) - Visszhangok a sötétben (CBS) - Ruby Dee (Elizabeth Keckley) - Lincoln (NBC) - Julie Harris (Alice) - A nő, aki szeretett (CBS) - Lisa Jacobs (Anne Frank) - The Attic: The Hiding of Anne Frank (CBS) |

#### Egyedülálló alakítások
| Legjobb egyedülálló alakítás varieté vagy zenés műsorban |
| --- |
| - Robin Williams – ABC Presents a Royal Gala (ABC) - Mikhail Baryshnikov – Great Performances: "Celebrating Gershwin" (PBS) - Ray Charles – Irving Berlin's 100th Birthday Celebration (CBS) - Billy Crystal – An All-Star Toast to the Improv (HBO) - Julie Kavner - The Tracey Ullman Show (Fox) |

### Rendezők
| Legjobb rendező (vígjátéksorozat) | Legjobb rendező (drámasorozat) |
| --- | --- |
| - Hooperman (ABC) (Epizód: "Pilot") – Gregory Hoblit - Cheers (NBC) (Epizód: "Backseat Becky, Up Front") – James Burrows - The Days and Nights of Molly Dodd (NBC) (Epizód: "Here Comes That Cold Wind Off the River") – Jay Tarses - Öreglányok (NBC) (Epizód: "Old Friends") – Terry Hughes - It's Garry Shandling's Show (Showtime) (Epizód: "No Baby, No Show") – Alan Rafkin | - Egy kórház magánélete (NBC) (Epizód: "Weigh In, Way Out") – Mark Tinker - China Beach (ABC) (Epizód: "Pilot") – Rod Holcomb - L.A. Law (NBC) (Epizód: "Beauty and Obese") – Sam Weisman - L.A. Law (NBC) (Epizód: "Full Marital Jacket") – Win Phelps - L.A. Law (NBC) (Epizód: "Handroll Express") – Kim Friedman - L.A. Law (NBC) (Epizód: "The Wizard of Odds") – Gregory Hoblit |
| Legjobb rendező (varietésorozat vagy különkiadás) | Legjobb rendező (minisorozat vagy különkiadás) |
| - Great Performances (PBS) (Epizód: "Celebrating Gershwin") – Patricia Birch, Humphrey Burton - Irving Berlin's 100th Birthday Celebration (CBS) – Walter C. Miller - Late Night with David Letterman 6th Anniversary Special (NBC) – Hal Gurnee - The Smothers Brothers Comedy Hour 20th Anniversary Reunion (CBS) – David Grossman                                              | - Lincoln (NBC) – Lamont Johnson - The Attic: The Hiding of Anne Frank (CBS) – John Erman - Billionaire Boys Club (NBC) – Marvin J. Chomsky - Visszhangok a sötétben (CBS) – Glenn Jordan - Pánik a 847-es járaton (NBC) – Paul Wendkos |

### Forgatókönyvírók
| Legjobb forgatókönyv (vígjátéksorozat) | Legjobb forgatókönyv (drámasorozat) |
| --- | --- |
| - Frank's Place (CBS) (Epizód: "The Bridge") – Hugh Wilson - Cheers (NBC) (Epizód: "Home Is the Sailor") – Glen Charles, Les Charles - Designing Women (CBS) (Epizód: "Killing All the Right People") – Linda Bloodworth-Thomason - It's Garry Shandling's Show (Showtime) (Epizód: "It's Angelica's Show, Part 2") – Sam Simon, Tom Gammill, Max Pross - It's Garry Shandling's Show (Showtime) (Epizód: "No Baby, No Show") – Alan Zweibel, Garry Shandling - The Wonder Years (ABC) (Epizód: "Pilot") – Neal Marlens, Carol Black | - Thirtysomething (ABC) (Epizód: "Business as Usual") – Paul Haggis, Marshall Herskovitz - A szépség és a szörnyeteg (CBS) (Epizód: "Pilot") – Ron Koslow - China Beach (ABC) (Epizód: "Pilot") – John Sacret Young - L.A. Law (NBC) (Epizód: "Beauty and Obese") – Terry Louise Fisher, David E. Kelley - L.A. Law (NBC) (Epizód: "Full Marital Jacket") – Steven Bochco, Terry Louise Fisher, David E. Kelley - Egy kórház magánélete (NBC) (Epizód: "The Last One") – Tom Fontana, John Tinker, Channing Gibson, Bruce Paltrow, Mark Tinker |
| Legjobb forgatókönyv (varietésorozat vagy különkiadás) | Legjobb forgatókönyv (minisorozat vagy különkiadás) |
| - Jackie Mason on Broadway (HBO) - Jackie Mason - Late Night with David Letterman 6th Anniversary Special (NBC) - The Smothers Brothers Comedy Hour 20th Anniversary Reunion (CBS) - The Tracey Ullman Show (Fox) (Epizód: "Ginny Redux") | - The Attic: The Hiding of Anne Frank (CBS) – William Hanley - Baby M (ABC) (Epizód: "Part I") – James Steven Sadwith - Billionaire Boys Club (NBC) (Epizód: "Part I") – Gy Waldron - Foxfire (CBS) – Susan Cooper - The Murder of Mary Phagan (NBC) – Larry McMurtry, Jeffrey Lane, George Stevens Jr. |

## Fordítás
- Ez a szócikk részben vagy egészben  a(z)   40th Primetime Emmy Awards című angol Wikipédia-szócikk fordításán alapul.  Az eredeti cikk szerkesztőit annak laptörténete sorolja fel. Ez a jelzés csupán a megfogalmazás eredetét és a szerzői jogokat jelzi, nem szolgál a cikkben szereplő információk forrásmegjelöléseként.